# Carios tadaridae
Carios tadaridae är en fästingart som beskrevs av Cerny och Dusbábek 1967. Carios tadaridae ingår i släktet Carios och familjen mjuka fästingar.
Artens utbredningsområde är Kuba. Inga underarter finns listade.